# NGC 6653
NGC 6653 é uma galáxia elíptica (E1) localizada na direcção da constelação de Pavo. Possui uma declinação de -73° 15' 47" e uma ascensão recta de 18 horas, 44 minutos e 38,6 segundos.
A galáxia NGC 6653 foi descoberta em 28 de Junho de 1835 por John Herschel.